# Erskine Bowles
Erskine Boyce Bowles, född 8 augusti 1945 i Greensboro, North Carolina, är en amerikansk demokratisk politiker och affärsman. Han var Vita husets stabschef 1997-1998 under USA:s president Bill Clinton. Han är sedan 2006 rektor vid University of North Carolina System.

## Biografi
Bowles avlade sin grundexamen vid University of North Carolina at Chapel Hill. Han tjänstgjorde sedan i USA:s kustbevakning och avlade Master of Business Administration-examen vid Columbia Business School. Därefter arbetade han på finanshuset Morgan Stanley i New York. Han gifte sig 1971 med Crandall Close. Paret flyttade till North Carolina och fick tre barn: Sam, Annie och Bill. Erskine Bowles arbetade 1972 för fadern Skipper Bowles guvernörskampanj i North Carolina. Republikanen James Holshouser vann guvernörsvalet mot Bowles far. Bowles var 1975 med om att grunda investeringsbolaget Bowles Hollowell Conner.
Bowles samlade in pengar för Bill Clintons presidentkampanj i presidentvalet i USA 1992. Han var biträdande stabschef i Vita huset 1994-1995. Efter tiden som stabschef återvände han igen till finansvärlden.
Bowles kandiderade två gånger till USA:s senat men förlorade båda gångerna. I 2002 års kongressval förlorade han mot Elizabeth Dole och två år senare mot Richard Burr.
Bowles är styrelseledamot både i General Motors och i Morgan Stanley.